# Robert W. Bazley

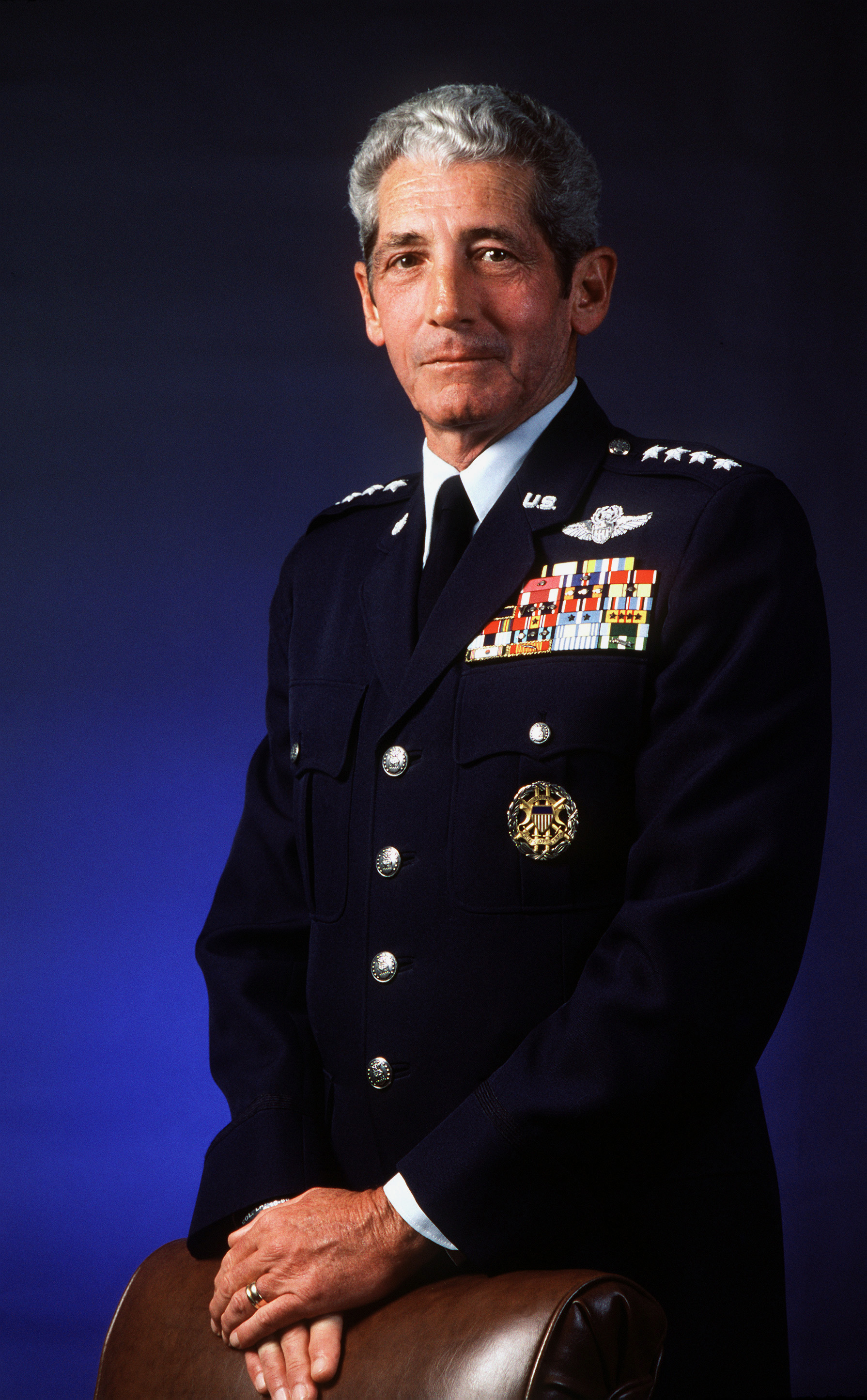
General Robert W. Bazley

Robert Whitman Bazley (* 5. Dezember 1925 in Pittsburgh, Pennsylvania; † 16. Dezember 2012 in Chapel Hill, North Carolina) war ein US-amerikanischer General der US Air Force, der zuletzt von 1984 bis 1986 Oberkommandierender der US-Luftstreitkräfte im Pazifikraum PACAF (Pacific Air Forces) war.

## Leben

### Ausbildung zum Luftwaffenoffizier
Bazley trat nach Abschluss der schulischen Ausbildung an der Brentwood High School im September 1943 in die US Army Air Forces (USAAF) ein und begann seinen aktiven Militärdienst nach Beendigung des Luftkadettenprogramms im Januar 1944. Er war nach dem Erwerb der Naval Aviation Observer (Navigation) Badge als Navigator tätig und wurde im März 1945 zum Leutnant befördert. Nachdem er die Ausbildung für Flugzeugbesatzungen für den Boeing B-29 „Superfortress“-Langstreckenbomber abgeschlossen hatte, schied er im Februar 1946 aus dem aktiven Militärdienst aus und begann ein Studium der Betriebswirtschaftslehre an der University of Pittsburgh, das er 1949 mit einem Bachelor of Science (B.Sc. Business Administration) abschloss.
Im November 1951 wurde Bazley in den aktiven Militärdienst der aus der USAAF am 18. September 1947 hervorgegangenen US Air Force berufen und diente in der Folgezeit als Navigator eines Douglas RB-26 „Invader“-Aufklärungsflugzeuges bei der 12. Taktischen Aufklärungsstaffel (12th Tactical Reconnaissance Squadron) auf dem Militärflugplatz Kimpo Air Base in Südkorea. Während des Koreakrieges nahm er an 50 Flugeinsätzen teil und begann im August 1953 mit der Pilotenausbildung, die er im August 1954 mit dem Flugzeugführerabzeichen (US Aviator Badge) abschloss. Nach Abschluss einer Zusatzausbildung auf dem Republic F-84-Jagdbomber wurde er zur Royal Air Force Station Wethersfield nach England versetzt, wo er nacheinander als Pilot, Fliegerischer Kommandeur und stellvertretender Operationsoffizier bei der dort stationierten 77. Taktischen Kampfstaffel (77th Tactical Fighter Squadron) diente. Nach seiner Rückkehr in die USA fand er zwischen Mai 1958 und Juni 1960 Verwendung bei der 3502. Luftwaffenrekrutierungsgruppe (3502nd Air Force Recruiting Group) in Pittsburgh, ehe er zur US Air Force Academy in Colorado Springs versetzt wurde.
Bazley wurde im April 1965 abermals nach England versetzt und war dort auf dem Stützpunkt RAF Lakenheath anfangs Operationsoffizier bei der 492. Taktischen Kampfstaffel (492nd Tactical Fighter Squadron) sowie zuletzt Leiter der Operationsabteilung des 48. Taktischen Kampfgeschwaders (48th Tactical Fighter Wing). Nach seiner Rückkehr besuchte er von 1967 bis 1968 das Industrial College of the Armed Forces (ICAF) in Fort Lesley J. McNair und übernahm während des Vietnamkrieges im August 1968 den Posten als Kommandeur der 531. Taktischen Kampfstaffel (531st Tactical Fighter Squadron), eine zum 3. Taktischen Kampfgeschwader (3rd Tactical Fighter Wing) gehörende Einheit auf dem Luftwaffenstützpunkt Bien Hoa Air Base. Während des Vietnamkrieges flog er in der darauf folgenden Zeit 257 Kampfeinsätze mit North American F-100 „Super Sabre“-Kampfflugzeugen, ehe er zwischen September 1969 und Juni 1970 Mitarbeiter in der Stabsabteilung für Operationen bei den Vereinigten Stabschefs JCS (Joint Chiefs of Staff) war. Daraufhin war er von Juni 1970 bis November 1972 Kommandant des Luftwaffenstützpunktes Randolph Air Force Base sowie zwischen November 1972 und Oktober 1973 Kommandeur des auf der Laredo Air Force Base stationierten 38. Flugausbildungsgeschwaders (38th Flying Training Wing).

### Aufstieg zum General
Bazley war im Anschluss von Oktober 1973 bis August 1975 Kommandeur des 323. Flugausbildungsgeschwaders (323rd Flying Training Wing) auf dem Militärflugplatz Mather Air Force Base und danach im August 1975 Generalinspekteur im Hauptquartier der US-Luftstreitkräfte in Europa USAFE (United States Air Forces in Europe) auf dem Luftwaffenstützpunkt Ramstein Air Base, wo er im Juni 1976 Assistent für Einsatzbereitschaft beim Oberkommandierenden der USAFE wurde. Danach übernahm er im Mai 1978 den Posten als Kommandeur des Luftwaffeninspektions- und Sicherheitszentrums (Air Force Inspection and Safety Center) auf der Norton Air Force Base und war zwischen Juli 1979 und Juni 1980 Kommandeur des Technischen Ausbildungszentrums (Technical Training Center) auf dem Stützpunkt Sheppard Air Force Base. Im Juni 1980 wurde er wieder nach England versetzt, und zwar als Kommandeur der 3. US-Luftflotte (Third Air Force) auf der RAF Mildenhall.
Im Juli 1981 wurde Bazley stellvertretender Kommandeur der US-Luftstreitkräfte in Europa USAFE auf der Ramstein Air Base und daraufhin im Juli 1983 Generalinspektor der Luftwaffe im Hauptquartier der US Air Force. In dieser Funktion war er gegenüber dem Luftwaffenminister (US Secretary of the Air Force) und dem Chef des Luftwaffenstabes (Chief of Staff of the Air Force) verantwortlich für die Inspektions-, Sicherheits-, Untersuchungs-, Terrorismusbekämpfungs-, Gegenspionage- und Beschwerdeprogramme der Luftwaffe. 
Zuletzt übernahm Bazley im September 1984 den Posten als Oberkommandierender der US-Luftstreitkräfte im Pazifikraum PACAF (Pacific Air Forces) auf der Hickam Air Force Base auf Hawaii und wurde in dieser Verwendung am 1. November 1984 zum General befördert. Er war damit verantwortlich für die Einsätze der Luftwaffe im Pazifikraum mit 38.000 Personen und zehn Hauptstandorten in Hawaii, Japan, Südkorea und den Philippinen. Am 1. Januar 1987 trat er in den Ruhestand.
Bazley war ein Pilot und Navigator von mehr als 4500 Flugstunden. Für seine militärischen Verdienste und seine Tapferkeit wurde er mehrfach ausgezeichnet und erhielt unter anderem die Air Force Distinguished Service Medal, die Defense Superior Service Medal, den Legion of Merit mit Eichenlaubzweig, das Distinguished Flying Cross mit Eichenlaubzweig, die Bronze Star Medal, die Meritorious Service Medal, die Air Medal mit 15 Eichenlaubzweigen sowie die Air Force Commendation Medal mit Eichenlaubzweig. Im Mai 1983 wurde er Mitglied des Order of the Sword.